# José Sánchez Marco
José Sánchez Marco (Tudela, 13 de febrero de 1865-Pamplona, 1949) fue un político español integrista y posteriormente carlista.

## Biografía

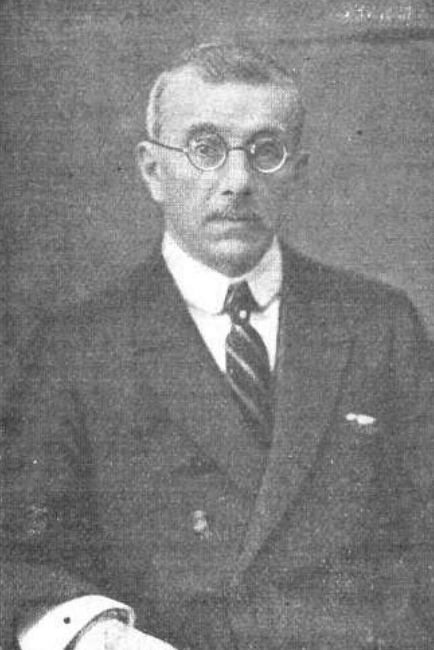
José Sánchez Marco

En 1905 fue elegido diputado a Cortes de la Liga Foral por Azpeitia. Posteriormente por Pamplona entre 1907 y 1914, y en el último año fue senador por Navarra.[cita requerida] El 17 de febrero de 1919 formó parte de la Comisión foral que reclamaba la reintegración foral de Navarra.
En 1927 el gobierno de la Dictadura de Primo de Rivera le designó para formar parte de la Asamblea Nacional Consultiva en el análisis de propuesta y dictamen de tratados, acuerdos y concordato con otros países y potestades.
En 1931 era presidente del Partido Integrista en Navarra y de la Acción Católica diocesana. Fue uno de los creadores de la Coalición católico-fuerista y apoyó el que estuviera José Antonio Aguirre del Partido Nacionalista Vasco en sus listas, algo que fue muy disputado. También fue uno de los fundadores de la Asociación de Propietarios y Terratenientes de Navarra el 3 de diciembre de 1931, y ocupó la presidencia de la misma. En agosto de 1932 estuvo relacionado con el fallido golpe de Estado del general Sanjurjo contra la República, por lo que fue detenido por la policía, y puesto en libertad al no podérsele probar cargo alguno.
Tiene su panteón familiar en el cementerio de Tudela.